# Битва під Берестечком
Би́тва під Бересте́чком (18 (28) червня — 30 червня (10 липня) 1651 року) — найбільший бій Хмельниччини, який відбувся біля містечка Берестечко між Гетьманщиною під командуванням Богдана Хмельницького і союзним йому кримсько-єдисанським військом Ісляма III Ґерая з одного боку, та армією Речі Посполитої під командуванням Яна ІІ Казимира з іншого.

## Загальні відомості

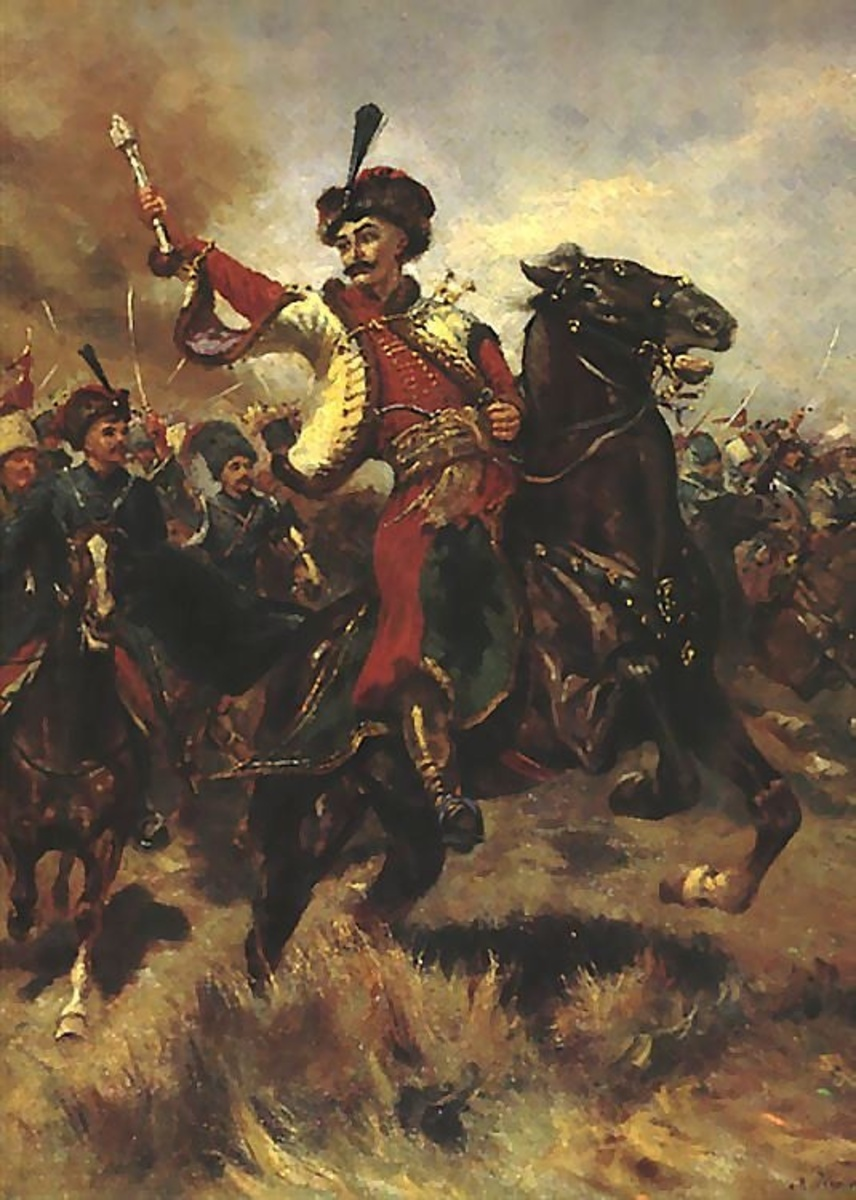
«Іван Богун на переправі.» М.Л. Івасюк.

### Передумови
1651 року Річ Посполита (РП) після Зборівського миру відновила воєнні дії проти козацької України. Однак через поводження хана Іслам-Ґірея, котрий, можливо, не хотів допустити розгрому Речі Посполитої, Богдан Хмельницький змушений був відмовитися від активних наступальних дій (понад 10-11 місяців[уточнити]). Козацька армія маневрувала в районі Тернополя — Озерної — Колодного), що дозволило королю Яну Казимиру провести військо (близько 90-100 тисяч жовнірів, шляхтичів і 100 тисяч озброєних слуг) до Берестечка й до 25 червня переправити його через річку Стир. Лише дочекавшись у середині червня прибуття хана з 30-40 тис. воїнів, гетьман негайно вирушив у похід. Не знаючи про це, 27 червня поляки подалися до міста Дубно, і, коли їхній авангард уже подолав 7-8 км, стало відомо про наближення українців. Тоді було вирішено повернутися до табору під Берестечком. Ранком наступного дня почалися сутички війська РП з кримськими татарами (українських кіннотників було небагато), які й розпочали Берестецьку битву.

### Сили сторін
Українське військо на початку битви було зведене у 13 козацьких полків:.
- білоцерківський (полковник Громика Михайло);
- брацлавський (полковник Іванчул);
- вінницький або кальницький (полковник Іван Богун);
- київський (полковник Антін Жданович);
- корсунський (полковник Іван Гуляницький);
- кропивенський (полковник Филон Джалалій);
- миргородський (полковник Матвій Гладкий);
- переяславський (полковник Федір Лобода);
- полтавський (полковник Мартин Пушкар);
- прилуцький (полковник Тимофій Носач);
- уманський (полковник Осип Глух);
- черкаський (полковник Ясько Воронченко);
- чигиринський (полковник Михайло Криса).

А також понад 2000 донських козаків.
Річ Посполита:
- Король польський і великий князь литовський Ян II Казимир;
- Великий гетьман коронний Миколай Потоцький
- Польний гетьман коронний Мартин Калиновський
- Великий канцлер коронний і єпископ хелмінський Анджей Лещинський;
- Великий підканцлер коронний Стефан Корицінський;
- Руський воєвода Ярема Вишневецький
- Брацлавський воєвода Станіслав Лянцкоронський

### Послідовність подій битви

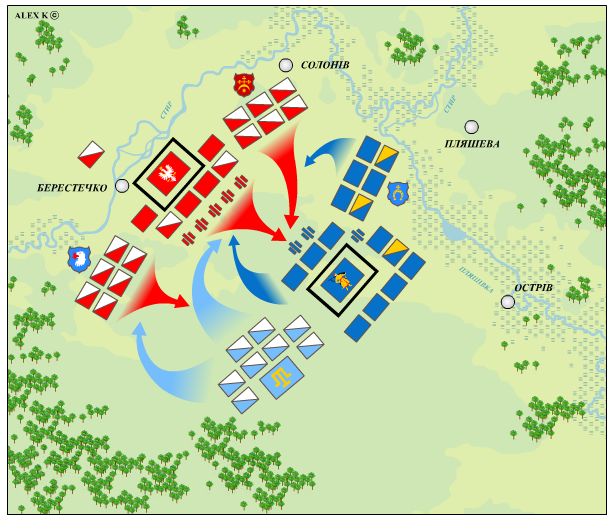
Початкова фаза битви

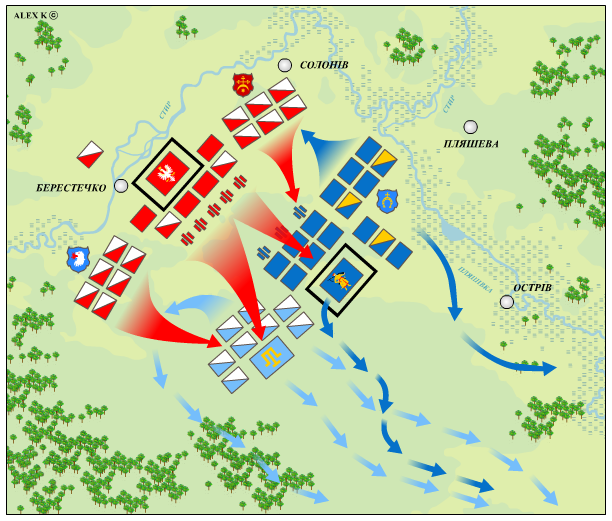
Удар королівських сил і втеча татар

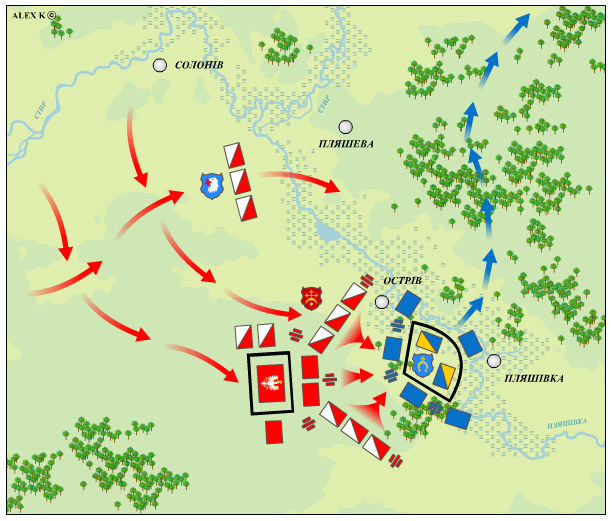
Кінцева фаза битви

Протягом 27 — 28 червня кримські татари пограбували і спалили сусіднє село й намагалися втягнути супротивника в бій. Легка кримська кіннота застосовувала традиційну наступально-відступальну тактику, відому ще від часів Бату-хана. А. Конецпольський із Любомирським не витримали і самі атакували кримську кінноту. Чим закінчилася ця атака — невідомо.
28 червня почалися бої герцівників (невеликі сутички), на нерівному терені, що відділяв табори польських і українських військ.
29 червня Іслам-Ґерай III посідає панівні висоти перед Берестечком і битва відновлюється. Поляки значною силою виступили на козацький табір, який не був ще остаточно розгорнутий. Але Хмельницький стрімголов ударив на них з флангу і відрізав військо Речі Посполитої від його табору; тоді полягло близько 7 000 вояків РП, козаки добули 28 хоругов (прапорів), між іншим і прапор гетьмана Потоцького. Це незвичайно піднесло бойовий дух українського війська.
30 червня. Вранці король, який молився всю ніч, вишиковує свою армію в такому порядку: праве крило — гетьман Потоцький — «ведмежа лапа», ліве — гетьман Мартин Калиновський. У центрі, де перебуває переважно польська та німецька піхота, — сам король. Поляки застосували військову хитрість — гусари здають свої списи з червоними прапорцями, які встановлюють за позиціями піхоти, удаючи величезну чисельність армії. Король віддав наказ розібрати мости через Стир, щоб унеможливити відступ власних військ у разі паніки.
Отримавши дозвіл короля, воєвода руський князь Ярема Вишневецький, у війську якого було шість хоругов реєстрових козаків, атакував козацький табір. Під прикриттям артилерії кіннота Речі Посполитої зім'яла козацькі лави й дійшла аж до таборових возів. Хмельницький вдався до відступу, а потім контратакував. Проте, контратаку козаків зупинили полки німецької піхоти, а Вишневецький зумів у кінному строю прорвати кільканадцять рядів возів, що вважалося майже неможливим.  Козаки знову відійшли у табір, і тоді поляки почали навальний артилерійський обстріл позицій кримських татар, які розташувалися на пагорбі. Дні боїв збіглися з мусульманським святом Курбан-Байрам. Військові дії були заборонені. Незабаром одне з ядер розірвалося біля ніг хана. Ядром був убитий кінь Іслам Гірея. За однією з версій військо сприйняло це за поганий знак. Почався безлад. Воїни тікали, залишаючи загиблих — непритаманно для мусульманських звичаїв. Лівий фланг козацько-селянського війська залишився оголеним.
За однією із версій, щоби заспокоїти кримських татар, Хмельницький із писарем Іваном Виговським подалися до ханського табору і наздогнали хана поблизу містечка Ямпіль, до якого від поля битви майже 90 км. При цьому хан затримує і забирає Хмельницького із собою. Козаки залишилися в таборі без проводу. Досі достеменно невідома причина втечі кримських татар. Грушевський пише, що Хмельницького кримські татари не силували, він полишив поле битви за власного бажання. Польські, козацькі і кримські джерела повідомляють, що затримання ханом Б.Хмельницького, які ні М.Грушевському, ні іншим вченим не вдалося спростувати.[джерело не вказане 1846 днів]
Козаки, які залишилися без гетьмана, застосовують традиційну військову тактику — пересувають уночі табір ближче до болота, огороджують його возами, насипають земляний вал і навіть намагаються атакувати.
1 липня обидві армії відпочивають. Воєнні дії обмежуються лише перестрілкою. Супротивники збирають трупи вбитих, король посилає за гарматами до Бродів, а козаки збільшують висоту земляного вала.
2 липня річпосполитські продовжують обстріл. Козаки відповідають артилерійським вогнем і роблять успішну вилазку.
3 липня дві тисячі козаків виходять із табору і вибивають противника з пагорбів, де трьома днями раніше розташовувалися кримські татари. Надвечір Конецпольському вдається вибити їх із висот і відтіснити назад до табору.
4 липня-5 липня продовжується обстріл укріпленого табору з гармат Речі Посполитої.
6 липня козаки відправляють до короля послів — полковників миргородського Гладкого, чигиринського Михайла Крису й писаря військового Переяславця.
7 липня король, залишивши в заручниках полковника Крису (польські й чимало українських істориків стверджують, що Криса добровільно залишився у короля і сам давно шукав нагоди, щоби перейти на бік противника), посилає до взятого в облогу табору листа, де пропонує козакам попрохати вибачення, видати 17 козацьких полковників, булаву Хмельницького, гармати та скласти зброю.
8 липня замість кропивенського полковника Филона Джеджалія (Джалалія, Джеджалика) козаки обирають нового гетьмана — Матвія Гладкого. Вони відмовляються від умов Речі Посполитої і вимагають дотримання Зборівського договору. Король наказує припинити переговори, готуватися до штурму й посилює артилерійський обстріл.
9 липня козаки дізнаються, що польний гетьман Лянцкоронський переправився через Пляшеву. Це загрожує повним оточенням табору, оскільки до цього в козаків було кілька загат через болото, які зв'язували їх із незайнятою супротивником землею. Через них вони поповнювали припаси й доставляли корм коням. Старшини знову відправляють до Яна Казимира нове посольство, але гетьман Потоцький розриває вимоги козаків на очах у короля. Полковник Криса пропонує затопити козацький табір, зробивши на Пляшевій земляну греблю.
10 липня вінницький полковник Іван Богун, обраний новим гетьманом, приймає рішення відігнати гетьмана Лянцкоронського з правого берега річки. Вночі, навівши з підручних засобів мости через річку Пляшеву, дві тисячі запорожців виходять із табору. Козаки побудували мости на річках, — не шкодуючи ні возів, ні усіляких воєнних знарядь, щоб загатити болота. Деякі джерела стверджують, що запорожці поклали на болота списи і перекочувались по них. Чому Богун не попередив інших — невідомо. Польські джерела стверджують: у козацькому таборі починається безлад, багато хто кричать, що Богун покинув усіх напризволяще й утік. Козацькі полки, що залишилися, починають відходити до переправ.
Конецпольський, бачачи, що суперник іде, кидає свою армію на відступаючих і особисто очолює бій. За свідченнями польських істориків, на переправі починається безладдя, мости не витримують, сотні козаків падають у Пляшовець та Ікву, чимало тоне, частина робить спроби прорватися, накинувшись на противника. Більшість козаків намагаються врятуватися вплав через річку й болото, жбурнувши перед цим у воду золото й срібло, щоби воно не дісталося ворогу.
За польськими джерелами, близько тридцяти тисяч козаків гине в цій битві, але кілька тисяч на чолі з Богуном і усього лише з двома гарматами відходять уночі за Пляшеву. В останні десятиріччя в історичному заповіднику «Поле Берестецької битви» археологи проводять великі розкопки, і, судячи з багатьох знахідок, кількість загиблих українців значно перебільшена. Так, у межах переправи через Пляшеву, знайдено лише близько сотні останків тих, хто переправлявся. Та найвагоміший приклад, що вже через шістдесят днів під Білою Церквою знову зібралася потужна армія. Навряд чи Хмельницький зміг би зібрати велике військо лише за два місяці.

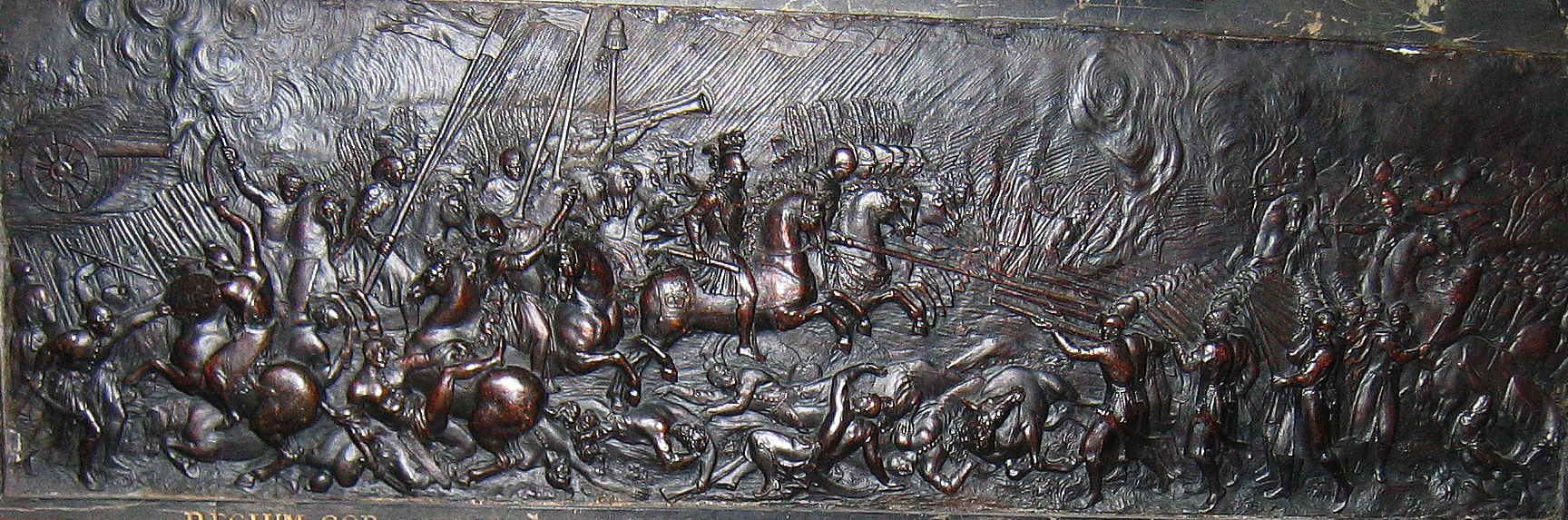
Барельєф на саркофазі Яна Казимира із сценами битви під Берестечком (абатство Сен-Жермен, Париж)

## Наслідки битви
Річпосполитське командування не зважилося продовжити війну й розпочалися переговори. Внаслідок битви Хмельницький був змушений прийняти зневажливий мир (Білоцерківський мирний договір), підписаний під Білою Церквою 28 вересня 1651 року. За цим договором кількість реєстрового війська зменшувалось до 20 000 осіб, козацьку територію обмежено тільки до Київського воєводства, шляхті повернуто її давні володіння, а селяни мали повернутися на панщину.
Однак битва під Берестечком не стала завершенням війни. Білоцерківський договір, який так і не був затверджений сеймом, не тривав і року, а 2 червня 1652 року відбулась нищівна для війська Речі Посполитої Битва під Батогом.

### Чисельність сторін та втрати
Згідно з польськими історичними джерелами XVII-XVIII століть кількість армії Речі Посполитої була до 300 000 вояків. Також є свідчення про те, що поляки мобілізували на війну кожного сьомого підданого держави за свідченням кількості українського козацького війська є твердження одного з учасників битви з боку РП про стотисячне українсько-козацьке військо. Сучасні українські академічні дослідження, в середньому подають чисельність козацької армії у 100000, кримської у 30000 (тобто у максимальну її можливу кількість за умови коли в поході бере участь сам хан; хоча в радянській історіографії побутувала думка про те, що чисельність кримського війська, навіть на чолі з ханом ніколи не перевищувала 10000-15000 вояків, а за повідомленнями османського мандрівника Евлії Челебі, свідчення якого, певно, є найбільш правдивими та неупередженими, кількість кримського війська на чолі з ханом не могла бути більшою за 8000-10000 чоловік). Чисельність армії Речі Посполитої оцінюється більшістю сучасних українських істориків у 200000 військових. Ці дані найімовірніше завищені, бо не мають ніяких підтверджень (кількість кавалерії, кількість пікінерів та аркебузирів). З іншого боку, за польськими джерелами, сили королівської армії були такими:
- Кіннота — 19 904, з них:
реєстрові козаки — 12 255,
гусари — 2589,
рейтари — 2050,
кінні аркебузири — 500,
татарська кіннота — 960,
литовське кінне ополчення — 1550,
- Піхота — 13 690, з них:
польсько-угорські піхотні частини — 2790,
піхота німецька — 8900,
драгуни — 2000[8]

Крім того, 30-40 тисяч посполитого рушення. Ця чисельність в 74-80 тис. осіб, дуже добре узгоджується з польськими втратами — до 8 тис. осіб, які підірвали бойовий дух війська короля Яна Казимира і спонукали останнього до переговорів (див. вище). А для 200 тисячного війська втрати у 8 тисяч загиблих та поранених, напевно не є переломними і в цілому не впливають на боєздатність всього війська.
Битва закінчилась перемогою війська РП, однак козацьку армію не було розгромлено. Загальноприйнятою є думка, що найбільших своїх втрат, козаки зазнали на переправі через Пляшівку під час виходу з битви. Однак останні наукові дослідження показують, що кількість загиблих козаків в польських історичних джерелах (до 30000 убитими) є значно перебільшеною. Археологічні дослідження, що проводяться в останні десятиліття на місці битви, віднайшли рештки лише близько сотні загиблих під час переправи козаків. Іншим свідченням на користь незначних втрат української армії було те, що Богдан Хмельницький вже за два місяці, зумів зібрати майже стотисячне військо під Білою Церквою, блокувавши там війська Речі Посполитої і змусивши їх укласти мир, що було б неможливим за умов важких втрат українсько-козацької армії під Берестечком. У радянській історіографії (до початку розкопок на місці битви) була поширена цифра у 10000 загиблих в ході битви козаків.
У радянській/українській історіографії за загальнозручну версію причини поразки козацького війська вважають відступ кримських татар з поля бою, котрі нібито при цьому захопили з собою Богдана Хмельницького.
Битва під Берестечком була найбільшою за усю Хмельниччину. Однією зі складових успіху королівських військ у битві під Берестечком була тактика побудови й ведення бою, що дуже відрізнялася від застосовуваної поляками раніше. Війська були розставлені цього разу незвичним німецьким способом, і козаки не змогли скористатися досвідом, який вони нагромадили за час попередніх війн. Напевно, всі їх атаки зустрічалися і відбивалися з незвичайною ефективністю.

### Таємниці битви

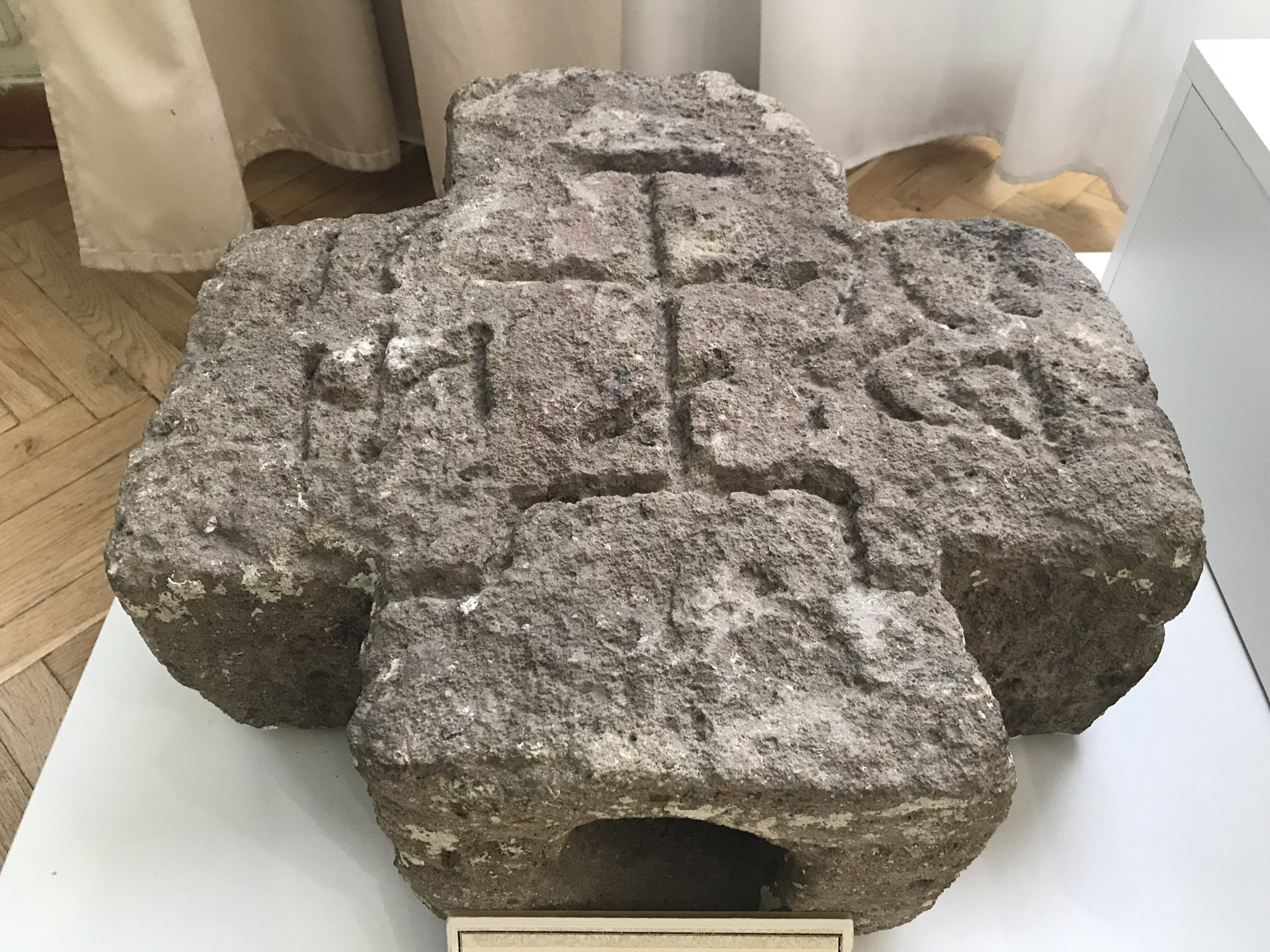
Надмогильний хрест з поля Берестецької битви, 1651 р. Національний музей історії України, Київ

Досі багато тонкощів битви залишається невідомими та незрозумілими. Наприклад, не до кінця відома причина того, що хан Іслам Ґерай III залишив поле бою. Однак історики, в основному, погоджуються, що кримський хан був просто не зацікавлений у посиленні козацької держави (слід врахувати, що така ситуація вже була у битві під Зборовом, та згодом, 1653 року, склалася під Жванцем) і, можливо, навіть мав домовленості з польським королем або й із турецьким султаном.
У серпні 1648 року турецький султан був повалений і за кілька днів убитий, тобто в Османській імперії настали смутні часи. Очолив величезну країну 6-річний син Турхан — Мегмед. Зі сходженням на престол Мегмеда Турхан повинна була отримати титул валіде та інші належні привілеї, проте через її вік — на той час їй було трохи більше двадцяти років (бо народила сина в 15 років) — і недосвідченість, вона була відсторонена від влади Кесем Султан, яка до того часу встигла побувати валіде-регенткою двічі.
Цікаво, що у січні 2019 року нарешті українським вченим було перекладено лист (сувій) турецького султана Мегмеда IV, володаря найпотужнішої на ті часи держави — Османської імперії гетьману Богдану Хмельницькому, розміром 1,4 х 0,6 метри, який зберігається в Кам'янець-Подільському державному історичному музеї-заповіднику. Дев'ятирічний султан (напевно, з допомогою 24-річної матері-султани українського походження, яка стала згодом валіде і регентом — Хатідже Турхан, та візира) 1651 року, напередодні битви під Берестечком, звертається до гетьмана як «до одного з найбільших володарів над народами християнського віросповідання, козацького гетьмана», де повідомляє, що особисто просив кримського хана Ісляма III Ґерая допомагати Хмельницькому в боротьбі проти Польщі, що в дарунок відправляє гетьману золототканий халат на знак приятельських стосунків.
Отже, цілком можливо, що кримський хан міг ослухатися малолітнього султана і покинути з якоїсь причини бій.
Не зовсім зрозуміло, чому Богдан Хмельницький покинув поле бою, забравши з собою Івана Виговського, другу після нього людину за посадою у козацькому війську, який міг взяти керівництво. Одні джерела стверджують, що кримські татари прив'язали Хмельницького до коня і пізніше відпустили за великий викуп. Інші говорять, що Хмельницький кинувся наздоганяти кримських татар і був просто затриманий ними. За третьою версією, котру першим — обґрунтувавши фактами — наважився офіційно викласти Михайло Грушевський, Хмельницький просто покинув поле бою. Однак це видається дуже малоймовірним, оскільки він залишив у таборі знаки влади — булаву, печатку та інше. Це означало, що він планував повернутись. Окрім того, становище українських військ ще не було непереборним.
Існує й думка, що кримські татари просто не витримали прямої атаки на них кінноти Речі Посполитої, бо вже багато десятиліть не наважувалися «ставити чоло» важкій кавалерії Речі Посполитої. Можливо, розрахунок поляків власне і полягав у тому, щоби вдарити по кримських татарах і в такий спосіб змусити їх відступити, а потім таки оточити козацьке військо.
Важко тепер оцінити втрати обох військ після битви. З одного боку, битву вважають трагічною для українського війська. З іншого боку, одразу ж після битви, Хмельницький зібрав нове військо. Очевидно становище поляків теж не було найкращим, тому обидві сторони згодились на перемир'я.

## Кількасот відважних
Славетною стала подія, записана Освєнцімом та поширена Пасторієм, а новішими часами, з його слів, Костомаровим:
| «Одна ватага козацька, зложена з двох або трьох сот козаків, — оповідає Освєнцім , — зробивши засіку на однім острівці, ставила мужній опір так відважно, що Потоцкий велів їм обіцяти життя, коли піддадуться. Але вони не схотіли того прийняти. На знак повного відречення викинули з чересів своїх гроші у воду і так сильно почали відбиватися від наших, що кінець кінцем піхота мусила на них гуртом наступати. А хоч розірвала (їх укріпленнє) і розігнала з острову (з великими власними втратами, як видко з дальше поданої замітки) — але вони уступилися на болота, не хотячи піддатись, так що там їх кожного доводилось добивати. А оден із них, добившися до човна, на очах короля і всього війська дав докази мужності не хлопської! Кілька годин відбивався він із того човна косою, зовсім не зважаючи на стрільбу — котра чи то припадком його не трапляла — чи такий твердий був, що кулі його не брали. Аж оден Мазур із Ціхановецького повіту, розібравшися наголо і по шию бредучи, насамперед косою вдарив, а потім оден салдат пробив посередині пікою або списом і добив його таким чином — на велику потіху і вдоволеннє короля, що довго дивився на сю траґедію»[21] |

## Вшанування пам'яті
- Національний історико-меморіальний заповідник «Поле Берестецької битви»
- Вулиця Героїв Берестечка у місті Рівне.
- Вулиця Героїв Берестечка у місті Стрий.
- Вулиця Героїв Берестечка у місті Сарни.
- Вулиця Героїв Берестечка у місті Костопіль.

## У літературі
- «Берестечко». Історичне оповідання. (Островський Олелько)
- Самуель Шимановський про Берестецьку битву
- «Берестечко». Історичний роман. Ліна Костенко
- Згадки у книжці «Таємниця козацької шаблі». Зірка Мензатюк.